# Barrage du Refrain
Le barrage du Refrain est un barrage-poids sur le cours du Doubs à la frontière entre la France et la Suisse. L’installation fonctionne en coordination avec le barrage du Châtelot.

## Histoire
Le barrage du Refrain est réalisé sous l'impulsion de la Société des Forces Motrices du Refrain et inauguré en 1909. Il sera nationalisé en 1946, lors de la création d’Électricité de France. À la suite de l’aménagement de la centrale du Châtelot située 12 km en amont, le barrage du Refrain sera reconstruit et surélevé de deux mètres entre 1954 et 1957.

## Géographie
Il est partagé entre le département du Doubs et le canton du Jura et retient les eaux du lac de Biaufond. Il est situé sur les communes de Fournet-Blancheroche et des Bois.

## Données techniques
Le barrage du Refrain, d'une hauteur de 15,7 mètres, retient environ 1,2 million de m³ d'eau qui permettent la production d'électricité par la centrale construite environ 3 km en aval sur la commune de Charquemont. L'eau est acheminée à la centrale par une galerie d'amenée de 2,7 km creusée dans la roche puis par deux conduites forcées de 110 mètres créant un dénivelé de 65,1 mètres avant d'être turbinée au moyen de trois groupes turbine-alternateur. 
L’ouvrage du barrage est constitué : 
- d’une vanne de fond et d’une vanne de restitution
- de deux vannes « toit » de 12,80 m de large pour évacuer les débits de crue (capacité de 550 m3/s),
- d’un groupe de restitution de 200 kW pour le turbinage du débit réservé (890 litres/s)

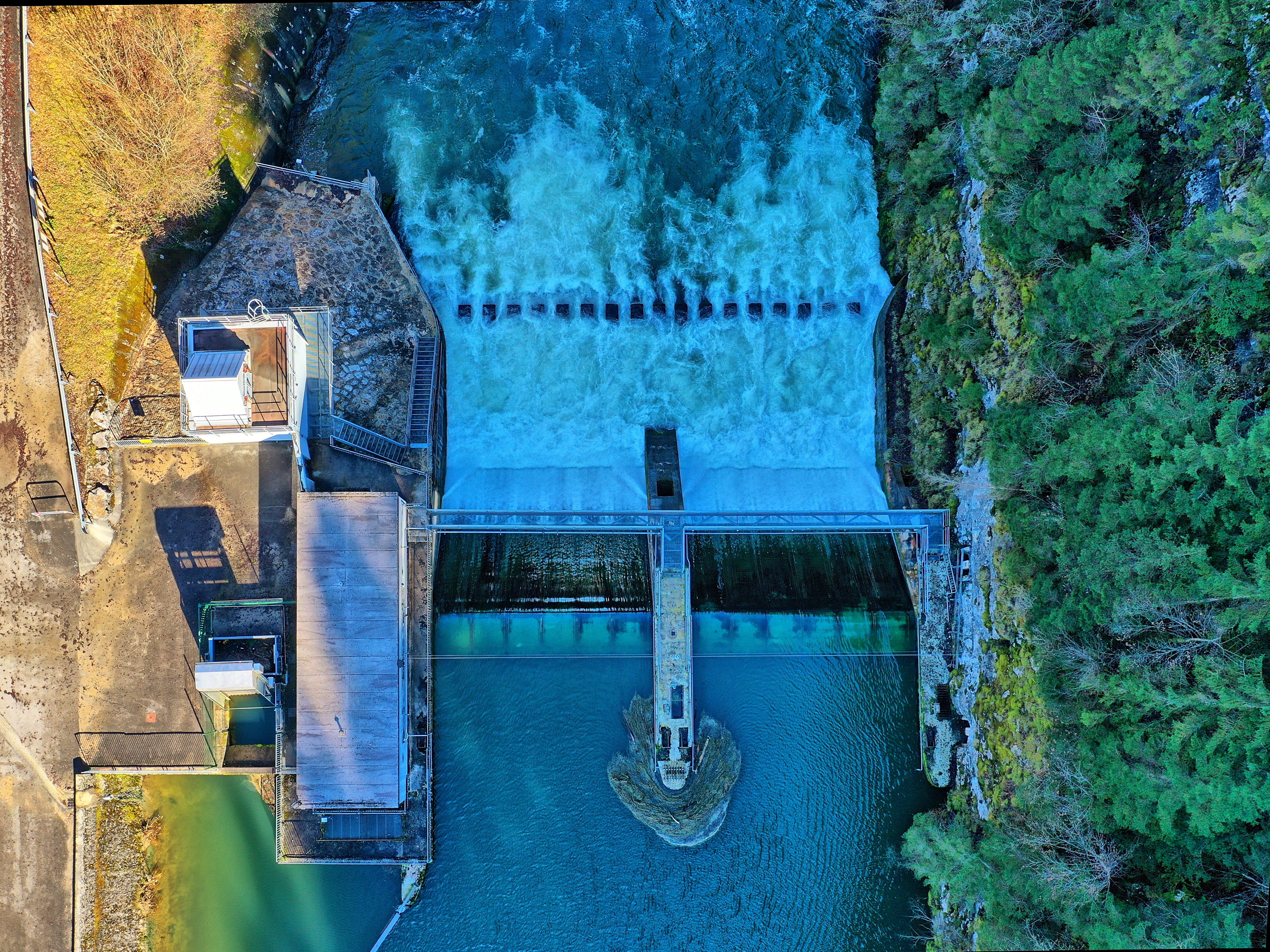
Le barrage vu de dessus.
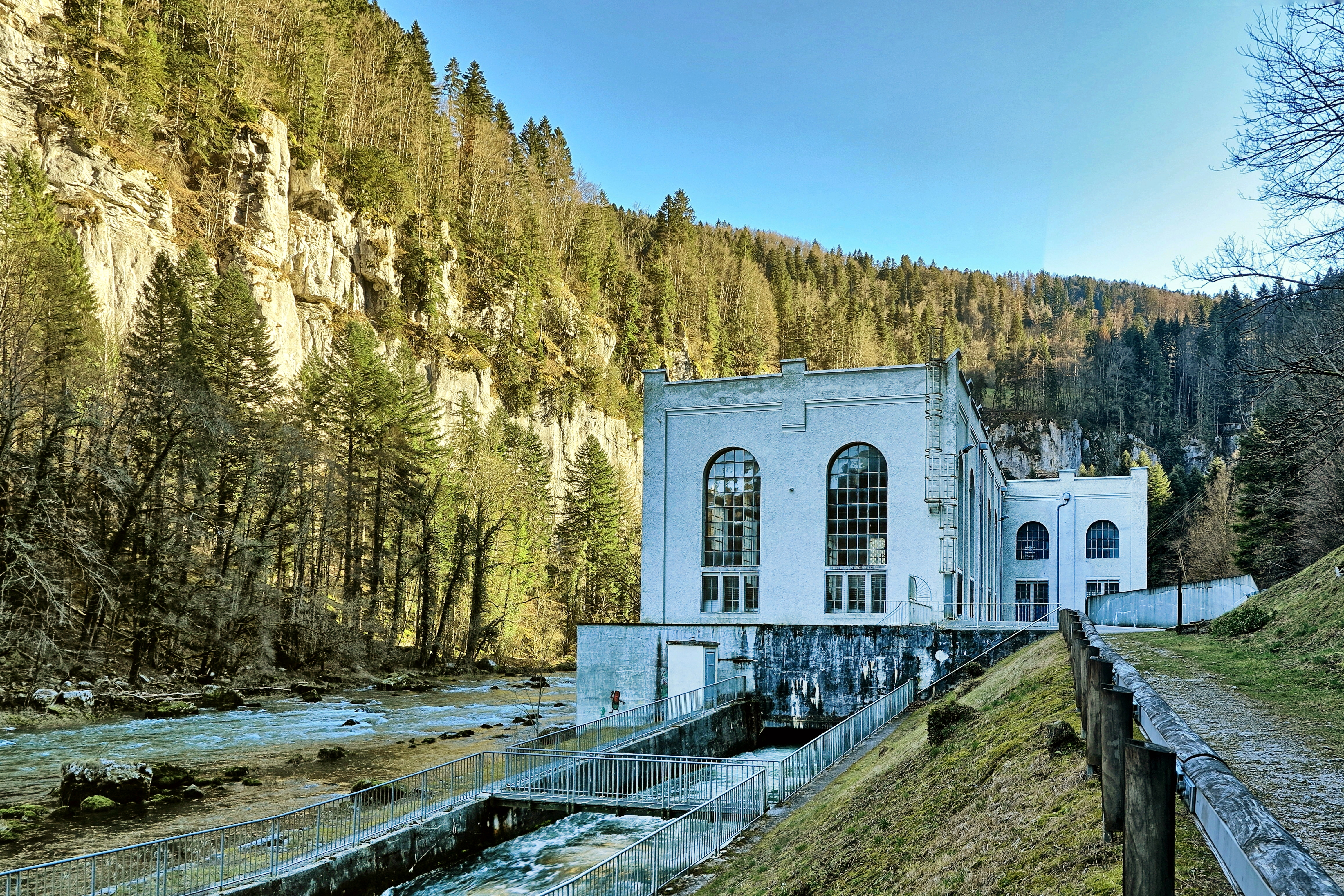
La centrale du Refrain.
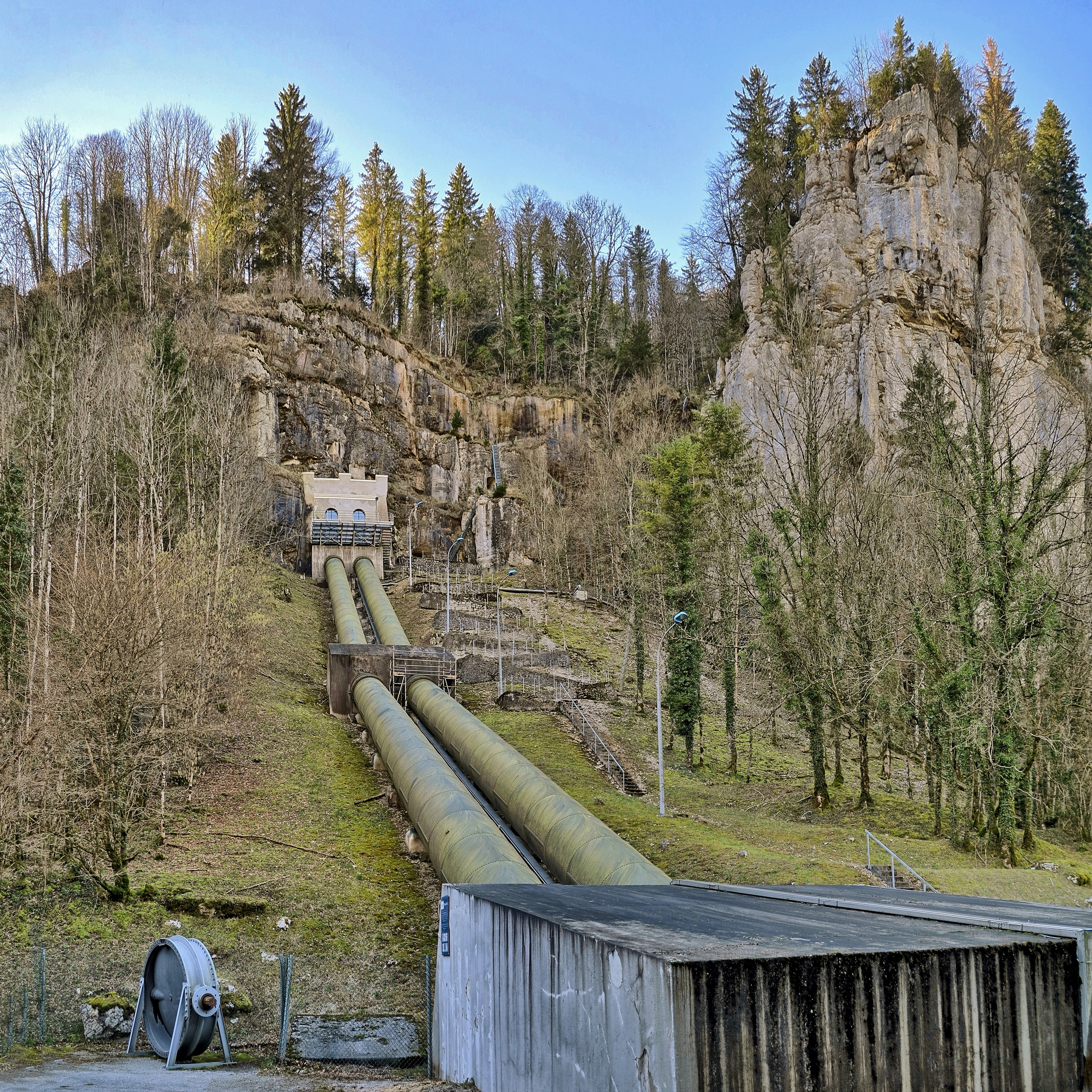
Les conduites forcées.